# Поповка (Кингисеппский район)
Поповка — хутор в Ивангородском городском поселении Кингисеппского района Ленинградской области.

## История
Деревня Поповская упоминается на карте Санкт-Петербургской губернии А. М. Вильбрехта 1792 года.
Деревня Поповка обозначена на карте Санкт-Петербургской губернии Ф. Ф. Шуберта 1834 года.

ПОПОВА — деревня принадлежит Казённому ведомству, число жителей по ревизии: 40 м. п., 44 ж. п. (1838 год)

Деревня Поповка упоминается на карте Ф. Ф. Шуберта 1844 года.

ПОПОВКА — деревня Ведомства государственного имущества, 21 верста по почтовой, а остальное по просёлочной дороге, число дворов — 11, число душ — 40 м. п. (1856 год)

ПОПОВКА — деревня, число жителей по X-ой ревизии 1857 года: 36 м. п., 34 ж. п., всего 70 чел.

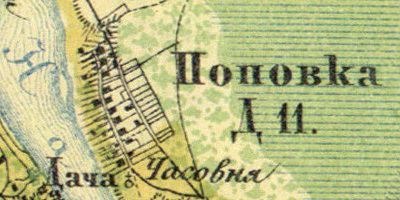
План деревни Поповка. 1860 год

Согласно «Топографической карте частей Санкт-Петербургской и Выборгской губерний», в 1860 году деревня Поповка насчитывала 11 крестьянских дворов, в деревне была часовня.

ПОПОВКА — деревня казённая при реке Нарове, число дворов — 13, число жителей: 38 м. п., 36 ж. п. (1862 год)

ПОПОВКА — деревня, по земской переписи 1882 года: семей — 17, в них 54 м. п., 39 ж. п., всего 93 чел.

ПОПОВКА — деревня, число хозяйств по земской переписи 1899 года — 20, число жителей: 57 м. п., 57 ж. п., всего 114 чел.
 разряд крестьян: бывшие государственные; народность: русская — 112 чел., смешанная — 2 чел.

В конце XIX — начале XX века деревня административно относилась к Наровской волости 2-го стана Ямбургского уезда Санкт-Петербургской губернии.
С 1920 по 1940 год, по условиям Тартуского мирного договора, деревня входила в состав волости Нарва буржуазной Эстонии. В 1920 году в деревне числилось 22 землевладельца, 35 домовладельцев и 178 жителей (37 эстонцев и 141 русский).

План деревни Поповка. 1938 год

Согласно топографической карте РККА 1938 года деревня насчитывала 26 дворов, на южной окраине деревни находилась часовня.
По данным 1973 и 1990 годов хутор Поповка находился в составе Кошкинского сельсовета Кингисеппского района.
В 1997 году на хуторе Поповка Большелуцкой волости проживали 5 человек, в 2002 году — 2 человека (1 русский, 1 украинец).
В 2007 году на хуторе Поповка Ивангородского ГП проживали 4 человека.

## География
Хутор расположен в западной части района к северу от Ивангорода и автодороги А180 «Нарва» (E 20) (Санкт-Петербург — Ивангород — граница с Эстонией).
Расстояние до административного центра поселения — 1 км.
Хутор находится на правом берегу реки Нарва.

## Демография
| 1838 | 1857 | 1862 | 1882 | 1899 | 1997 | 2007 |
| ---- | ---- | ---- | ---- | ---- | ---- | ---- |
| 84   | ↘70  | ↗74  | ↗93  | ↗114 | ↘18  | ↘4   |
| 2010 | 2014 | 2017 |      |      |      |      |
| ↘1   | →1   | ↗2   |      |      |      |      |

### Национальный состав
Согласно данным Всероссийской переписи населения 2021 года на хуторе проживали 4 человека, из них:
 русские — 1, остальные национальность не указали.